# Maksim Staviski
Maxim Staviski (Russisch: Максим Ставийский; Bulgaars: Максим Стависки) (Rostov aan de Don, Rusland, 16 november 1977) is een Bulgaarse ijsdanser. Hij is tweevoudig wereldkampioen kunstschaatsen en tweevoudig Europees kampioen kunstschaatsen.
Zijn schaatspartner en vriendin is Albena Denkova. Ze zijn de eerste Bulgaren die een medaille hebben gewonnen op grote kampioenschappen (EK/WK).

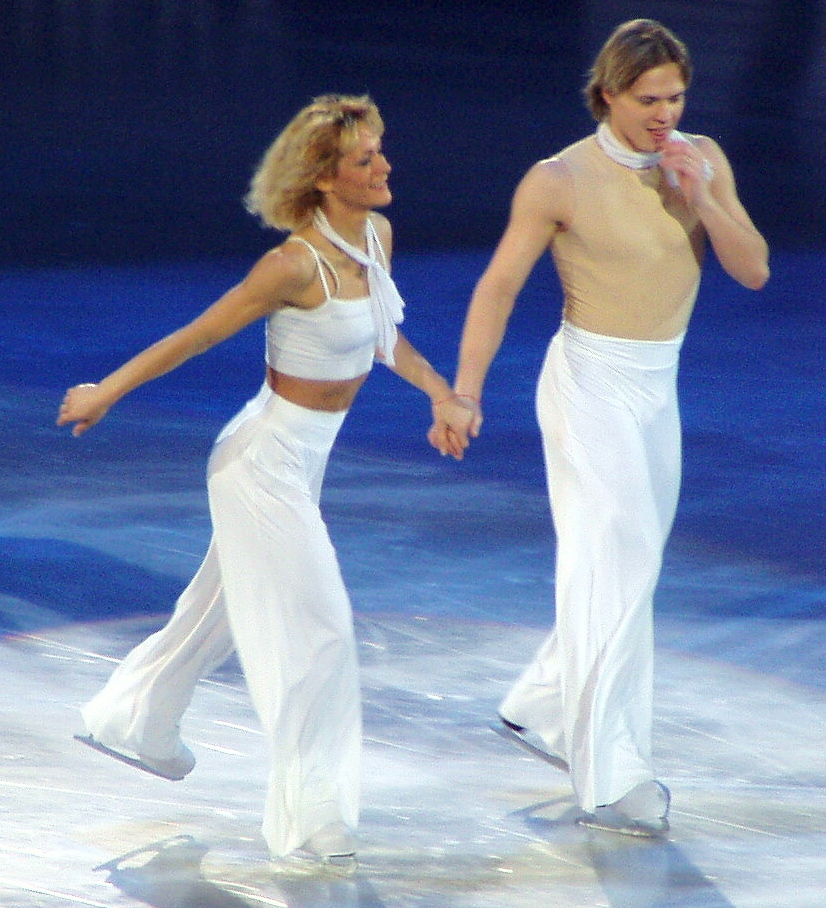
Albena Denkova & Maxim Staviski bij de WK van 2004 in Dortmund

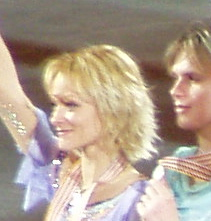
Albena Denkova met Maxim Staviski tijden de prijsuitreiking op de WK 2004 in Dortmund

Maxim is oorspronkelijk Russisch, maar hij heeft het Bulgaarse staatsburgerschap ontvangen. In 1996 is hij samen gaan schaatsen met Albena Denkova. In 2000 zijn Denkova & Staviski verhuisd van Sofia naar Odintsovo, omdat de trainingsfaciliteiten daar beter zijn. Tot 2005 werd het paar gecoacht door Alexei Gorshkov, in Odintsovo, vlak bij Moskou in Rusland. Na de WK van 2005 verhuisden ze naar Delaware, Verenigde Staten, om te trainen met Natalja Linitsjoek en Gennadi Karponossov. In 2006 werd bekend dat Denkova voor 5 jaar benoemd is tot presidente van de Bulgaarse Schaats Federatie.
Tot 2005 werd het paar gecoacht door Alexei Gorshkov, in Odintsovo, vlak bij Moskou in Rusland. Na de WK van 2005 verhuisden ze naar Delaware, Verenigde Staten, om te trainen met Natalja Linitsjoek en Gennadi Karponossov.

## Belangrijke resultaten
| Kampioenschap          | 1997 | 1998 | 1999 | 2000 | 2001 | 2002 | 2003   | 2004   | 2005 | 2006 | 2007  |
| ---------------------- | ---- | ---- | ---- | ---- | ---- | ---- | ------ | ------ | ---- | ---- | ----- |
| Olympische Spelen      |      | 18e  |      |      |      | 7e   |        |        |      | 5e   |       |
| Wereldkampioenschap    | 19e  | 17e  | 11e  | tzt  | 10e  | 5e   | Brons  | Zilver | 5e   | Goud | Goud  |
| Europees Kampioenschap | 17e  | 16e  | 9e   | tzt  | 8e   | 6e   | Zilver | Zilver | tzt  |      | Brons |
| Bulgaars Kampioenschap | Goud | Goud | Goud | Goud | Goud | Goud | Goud   | Goud   | Goud | Goud |       |

tzt = trokken zich terug